# Аше (река)
Аше́ (в верховье — Большой Бекишей) (адыг. Ӏэщэ) — река в России, протекает по Лазаревскому району города Сочи Краснодарского края. Длина реки — 40 км, площадь водосборного бассейна — 279 км².

## География

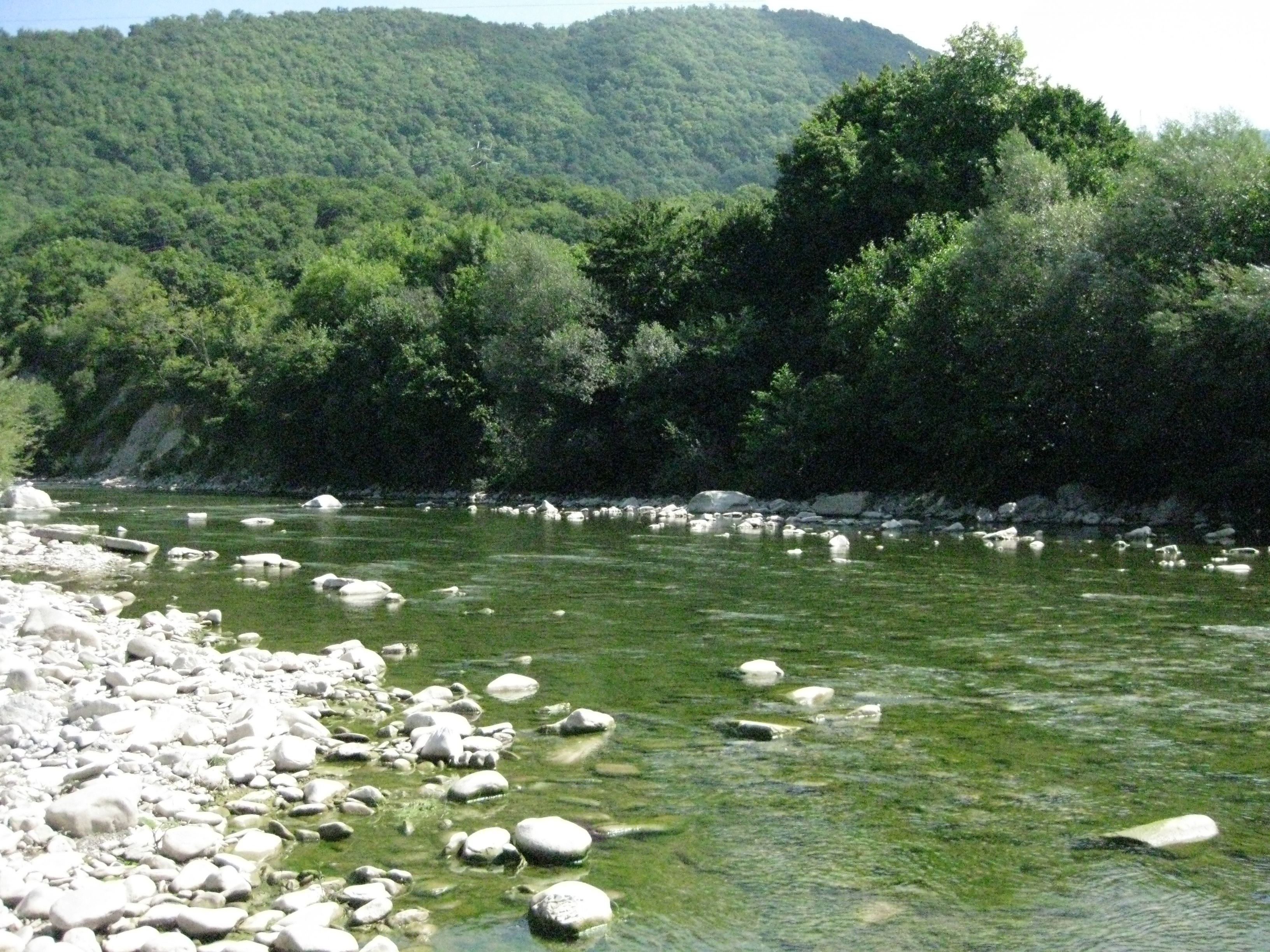
Река Аше в низовьях

Река берёт своё начало с южного склона Главного Кавказского хребта, в районе горы Грачев Венец. Чуть выше аула Калеж принимает свой главный правый приток — Большое Псеушхо и дальше течёт с уклоном на юго-запад. Впадает в Чёрное море в районе одноимённого микрорайона Аше города-курорта Сочи.

## Описание
Аше — типичная горная река с каменистым руслом. В начале весны и в период дождей сток реки резко увеличивается, периодически приводя к серьёзным наводнениям.
Долину реки Аше называют Изумрудной долиной из-за преобладания в лесах вечнозелёных разновидностей деревьев. Долина пользуется большой популярностью у туристов.

## Притоки
(от устья)
- Капибге (пр)
- Чигишепсы (пр)
- Анакопсы (лв)
- Большой Псеушхо (Большой Наужи) (пр)
- Чужук (пр)
- Законьяш (лв)

## Флора и фауна
Известны по находкам двух повреждённых раковин в Красноалександровской пещере на реке Аше эндемичного вида пресноводных брюхоногих моллюсков Plagigeyeria valvataeformis из семейства гидробиид.

## Достопримечательности

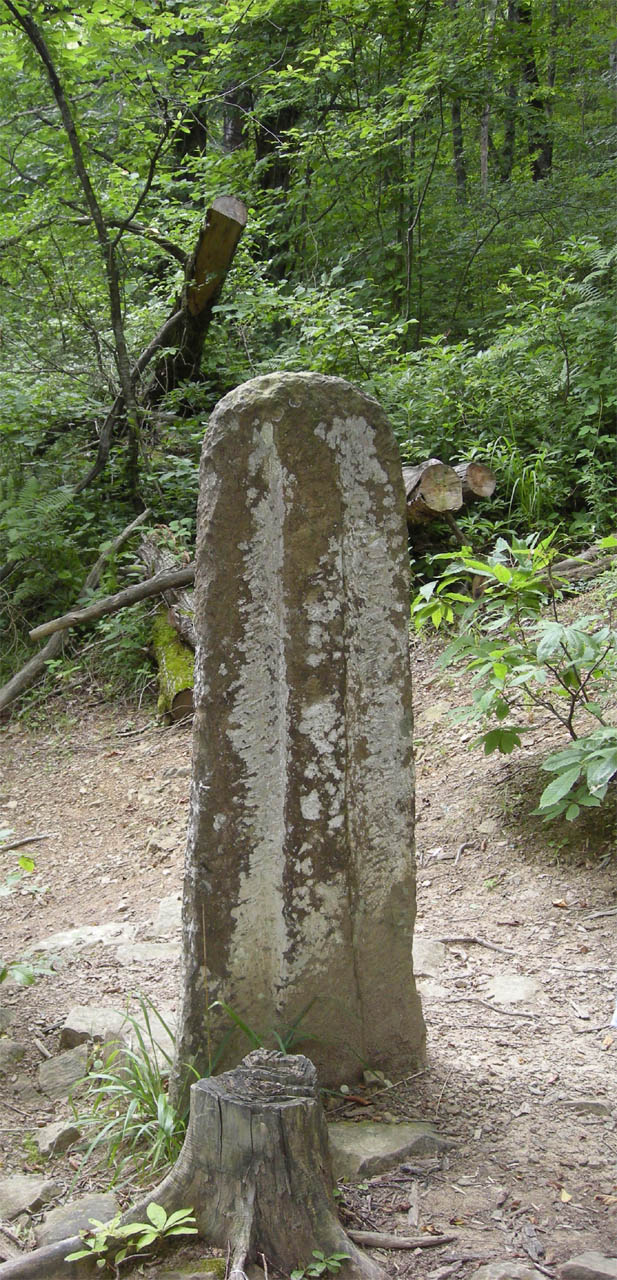
Менгир из долины реки Аше

- Дольменные группы Аше — как и все дольмены Западного Кавказа малоизучены, практически не охраняются и страдают от вандалов.
- Пещера ведьм — в настоящее время пещера затоплена.
- Скала стариков — с которой по легенде когда-то сбрасывали в пропасть немощных пожилых жителей, становившихся в тягость семье.
- Водопад Псыдах — высотой около 30 метров. Рядом с водопадом бьют ключи с серебросодержащей водой.
- Водопад Шапсуг — высотой всего каскада более 50 метров, максимальная высота водопада — около 18 метров.

## Поселения
В долине реки Аше расположены несколько населённых пунктов — Аше, Тихоновка, Шхафит, Хатлапе, Хаджико, Калеж и Лыготх.

## Этимология
Топонимика названия Аше общепризнанно имеет адыго-абхазские корни, однако несмотря на это существует много версий относительно происхождения названия реки.
Согласно наиболее распространённой и признанной версии название Аше восходит к адыгскому слову — «Ӏэщэ», что в переводе означает — «оружие». В пользу данной версии говорит то, что с давних пор в долине реки Аше проживали искусные оружейники, специализировавшиеся на изготовлении холодного оружия. А в устье реки у побережья Чёрного моря располагался крупный центр по продаже оружия.